# Hippolyte Bis
Hippolyte Bis (Douai, 29 août 1789 - Neuilly-sur-Seine, 3 mars 1855) est un auteur dramatique et librettiste français, surtout connu pour avoir coécrit avec Étienne de Jouy le livret de l'opéra Guillaume Tell de Rossini.

## Biographie
Hippolyte-Louis-Florent Bis, fils de Hippolyte-Joseph Bis et de son épouse Elisabeth Richebé, est né à Douai le 29 août 1789.
Il commence sa carrière littéraire avec une tragédie en trois actes et en vers, Lothaire, écrite en collaboration avec un autre poète lillois, François Hay. Cette tragédie, dont le sujet est « l'usurpation de Lothaire et le rétablissement de Louis Ier sur le trône de Charlemagne », fut publiée en 1817 mais ne fut jamais jouée. Ses auteurs reçurent de la part des critiques de l’époque des marques d’intérêt et des encouragements, malgré d’assez vives critiques sur « un plan d’action mal muri ». Avec Attila, tragédie en cinq actes créée au Second Théâtre-Français le 26 avril 1822, Hippolyte Bis connut un honorable succès, mais les « grandes espérances » suscitées par l'auteur ne devaient pas se réaliser, et son poème lyrique, Le Cimetière, fut qualifié la même année de « tombeau de son talent ». Son nom reste cependant connu encore aujourd’hui grâce à sa tragédie Attila, qui connut neuf éditions en français entre 1822 et 1970 et deux éditions en allemand en 1822, et grâce surtout à l'opéra de Rossini, Guillaume Tell, créé à l’Académie royale de musique le 3 août 1829, qui connut 245 éditions entre 1829 et 2006 et qui fut traduit en 10 langues. Enfin, sa tragédie Blanche d'Aquitaine, ou le Dernier des Carlovingiens, créée en 1827 au Théâtre-Français, eut un certain succès littéraire, puisqu’elle connut en cette même année quatre éditions.
Hippolyte Bis est fait chevalier de la Légion d'honneur en août 1834.
Il est inhumé au cimetière du Père-Lachaise (14e division).

## Œuvres

### Théâtre
- Lothaire, tragédie en 3 actes et en vers, avec François Hay, 1817, jamais représentée
- Attila, tragédie en 5 actes, Paris, Second Théâtre-Français, 26 avril 1822
- Blanche d'Aquitaine, ou le Dernier des Carlovingiens, tragédie en 5 actes, Paris, Théâtre-Français, 29 octobre 1827. Cette œuvre est la source du livret écrit par Felice Romani pour l'opéra Ugo, conte di Parigi (1832) de Gaetano Donizetti[5], livret repris par Alberto Mazzucato pour Luigi V, re di Francia (1843).
- Jeanne de Flandre, ou Régner à tout prix, tragédie, créée par le Théâtre-Français à la salle Richelieu le 29 octobre 1845, une seule représentation[6]

### Opéra
- Guillaume Tell, opéra en 4 actes, avec Étienne de Jouy, musique de Rossini, Paris, Académie royale de musique, 3 août 1829

### Varia
- Le Cimetière, poème lyrique, 1822
- La Marseillaise du Nord, chantée le 6 décembre 1830, dans un banquet de Gardes nationaux de Lille et de Douai, après la réception des drapeaux donnés par le roi des Français Louis-Philippe Ier
- Notice sur le maréchal Mortier, duc de Trévise, mort assassiné près du roi, le 28 juillet 1835, suivie du programme de l'inauguration de sa statue, le 16 septembre 1838 au Catteau-Cambrésis
- La Flamande, chansonnette en 12 couplets avec refrain, réunion des Enfants du Nord du 29 avril 1839
- Le Général Guilleminot, esquisse historique, 1842

## Galerie d'images

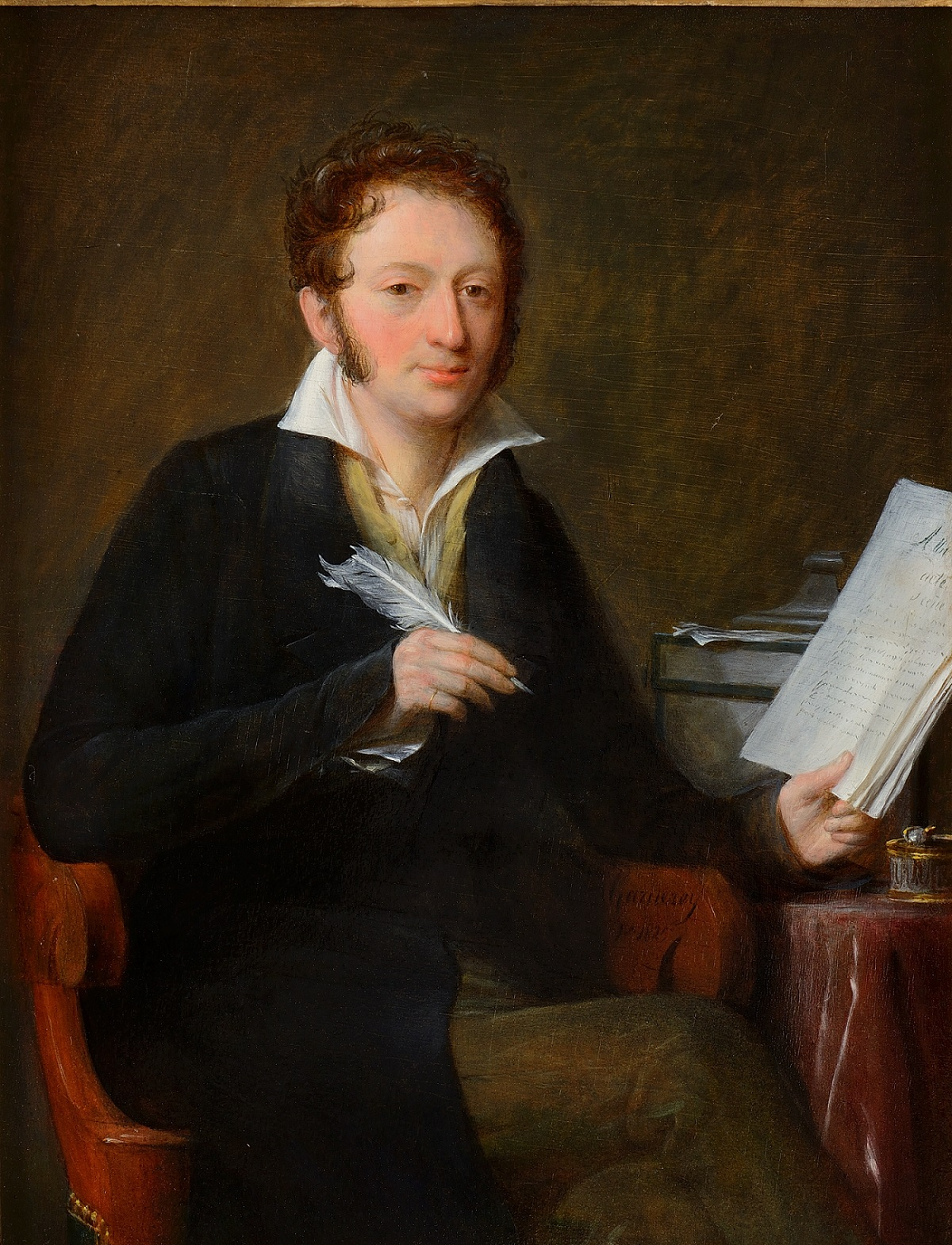
Jean-François Garneray, Portrait d'Hippolyte Bis, 1825
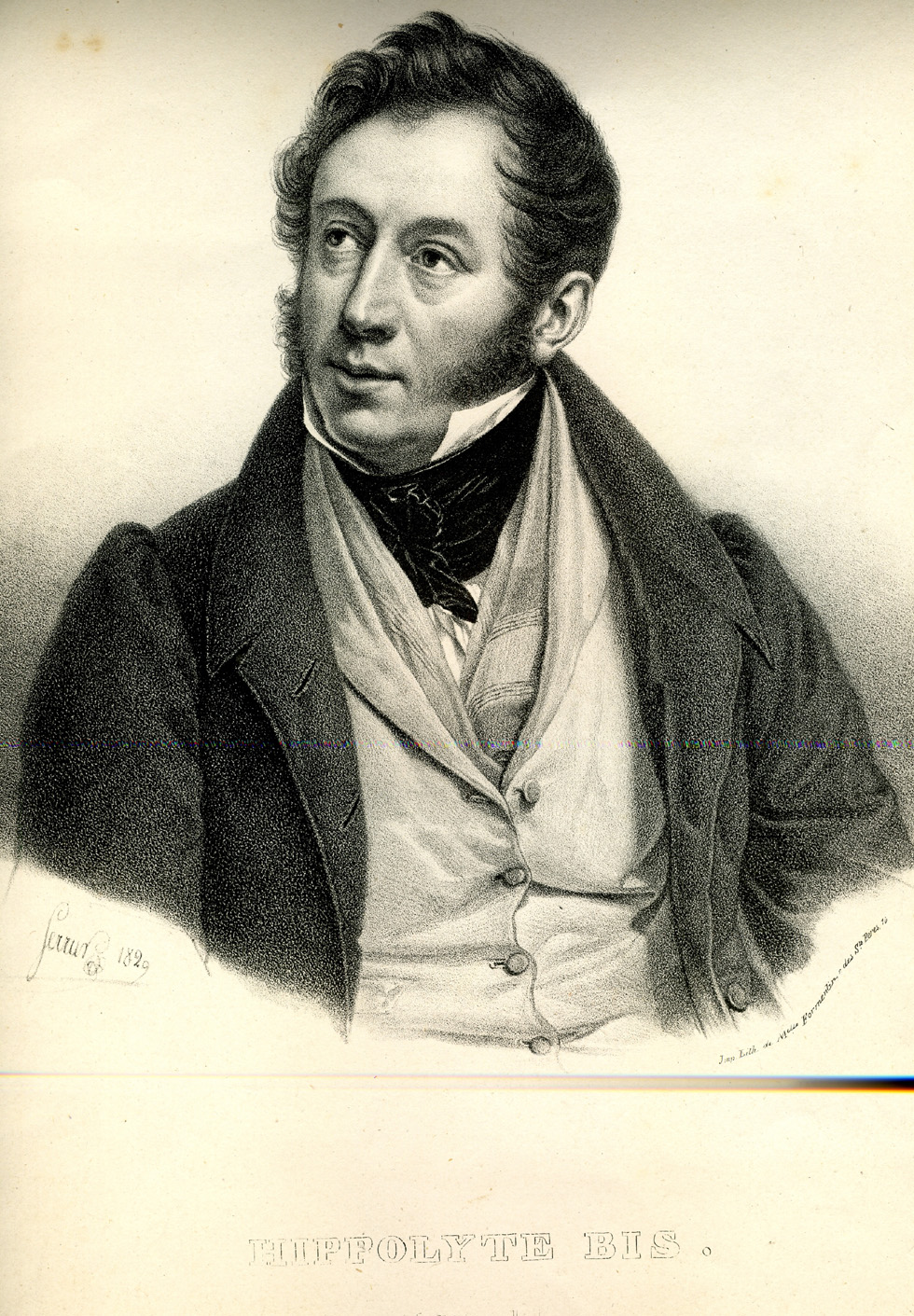
Hippolyte Bis, lithographie de Joséphine-Clémence Formentin d'après le tableau de Serrur, 1829